# Магнетар
Магнетар је неутронска звезда са изузетно јаким магнетским пољем, чији распад напаја емисију огромне количине високо-енергијског електромагнетног зрачења, нарочито  и гама зрака. Теорију у вези са овим објектима су формулисали Роберт Данкан и Кристофер Томспон године 1992. У следећој декади, хипотеза о постојању магнетара постала је широко прихваћена као могуће физичко објашњење за опажене космичке објекте познате као меки гама понављачи и аномални пулсари x-зрака.

## Настанак
Сажимање звезде до неутронске звезде у супернови, доводи до драматичног пораста магнетског поља (двостуко смањење линеарне димензије доводи до четвороструког пораста магнетског поља). Данкан и Томсон су израчунали да магнетско поље неутронске звезде, нормално већ огромно 108 тесла може под исвесним условима да достигне 1011 тесла. И тако настаје магнетар.
Процењује се да једна супернова од сваких десет постане магнетар, а не 'обична' неутронска звезада или пулсар. То се дешава када звезда, пре супернове, већ брзо ротира и поседује јаче магнетско поље. Мисли се да магнетарово магнетско поље изазива конвекција вреле нуклеарне материје у унутрашњости неутронске звезде у првих десетак секунди од њеног настанка.

## Кратко време живота
У спољашњим слојевима магнетара, који се састоје од плазме тешких елемената (углавном гвожђа), могу да се јаве напони који доводе до звезданих сеизмичких потреса. Те сеизмичке вибрације су огромних енергија, што се испољава кроз пулсеве гама- и х-зрачења. Астрономи те објекте називају мекани гама понављачи.
Живот магнетара као меканог гама понављача је кратак: звездани потреси изазивају избацивање огромне количине енергије и материје. Радијално избачена материја собом односи и угаони момент што доводи до успоравања ротације. Магнетари губе ротациону брзину много брже него друге неутронске звезде што се приписује њиховом јачем магнетском пољу. С друге стране, са успоравањем ротације слаби и магнетско поље и звездани потреси ишчезавају након десетак хиљада година. Након тога звезда и даље зрачи и астрономи је тада зову аномални пулсар х-зрака. Након следећих десетак хиљада година звезда потпуно утихне. Звездотреси су детонације огромних размера и неки су директо били забележени као онај SGR 1806-20 27. децембра, 2004. Побољшањем техничких особина телескопа очекује се да ће их бити опажено још више.

## Познати магнетари
- SGR 1806-20, на 50.000 светлосних година од Земље према удаљенијем крају наше галаксије у сазвежђу Стрелца (Sagittarius).
- 1E 1048.1-5937, на 9.000 светлосних година од Земље у сазвежђу или Прамца (Carina). Првобитна звезда из које је магнетар настао била је масе 30-40 пута веће од масе Сунца.

До децембра 2004. била су позната 4 мека гама понављача и 5 аномалних пулсара као и 4 непотврђена кандидата.

### Ефекти суперјаког магнетског поља
Суперјака магнетна поља би тако изобличила електронске орбитале у атомима да би потпуно променила целокупну хемију, а питање је да ли би уопште могле да постоје хемијске везе под тим условима.